# Sabine Völker
Sabine Völker (Erfurt, 11 mei 1973) is een voormalig Duitse langebaanschaatsster.

## Carrière
Völker begon in 1979 met hardrijden op de schaats. Na drie vicewereldkampioenschappen, te weten in 1997 op de 500 meter, in 1998 op de sprintkampioenschappen en in 2001 op de 1000 meter, behaalde ze in het seizoen 2001-2002 een wereldrecord op de 1000 meter en won de wereldbeker over deze afstand.
Op de Olympische Winterspelen van Salt Lake City in 2002 veroverde ze drie Olympische medailles: zilver op de 1000 en 1500 meter en brons op de 500 meter.

In 2005 maakte Völker een comeback. Ze werd gezamenlijk met Daniela Anschütz en Anni Friesinger wereldkampioen bij het nieuwe onderdeel, de ploegenachtervolging. Een jaar later werd ze in Turijn met de Duitse ploeg olympisch kampioen op de achtervolging. Ze stond samen met Lucille Opitz, Claudia Pechstein en de schaatssters van een jaar eerder op het podium. Op 2 juni 2006 maakte Völker bekend haar carrière te beëindigen.

### Persoonlijke records
| Afstand    | Tijd    | Datum            | Baan           |
| ---------- | ------- | ---------------- | -------------- |
| 500 meter  | 37,57   | 14 februari 2002 | Salt Lake City |
| 1000 meter | 1.13,96 | 17 februari 2002 | Salt Lake City |
| 1500 meter | 1.54,57 | 20 november 2005 | Salt Lake City |
| 3000 meter | 4.10,31 | 1 oktober 2005   | Erfurt         |

### Wereldrecords
| Nr. | Afstand        | Tijd    | Datum             | Baan           |
| --- | -------------- | ------- | ----------------- | -------------- |
| 1   | 1000 meter     | 1.14,06 | 2 december 2001   | Salt Lake City |
| 2   | sprintvierkamp | 149,915 | 1/2 december 2001 | Salt Lake City |

## Resultaten
| jaar | Olympische Spelen         | WK Afstanden                         | WK Sprint | WK Junioren |
| ---- | ------------------------- | ------------------------------------ | --------- | ----------- |
| 1991 |                           |                                      |           | Brons       |
| 1992 |                           |                                      |           | Zilver      |
| 1993 |                           |                                      | 5e        |             |
| 1994 | -                         |                                      | 11e       |             |
| 1995 |                           |                                      | 4e        |             |
| 1996 |                           | 8e 500m 8e 1000m                     | 28e       |             |
| 1997 |                           | 500m · 7e 1000m                      | 25e       |             |
| 1998 | 7e 500m 4e 1000m          | 5e 500m 5e 1000m                     | Zilver    |             |
| 1999 |                           | 6e 500m 4e 1000m                     | Brons     |             |
| 2000 |                           | 12e 500m 6e 1000m                    | 8e        |             |
| 2001 |                           | 4e 500m · 1000m                      | -         |             |
| 2002 | 500m · 1000m · 1500m      |                                      | 5e        |             |
| 2003 |                           | -                                    | -         |             |
| 2004 |                           | -                                    | -         |             |
| 2005 |                           | 11e 1000m · 6e 1500m · achtervolging | Brons     |             |
| 2006 | 21e 1000m · achtervolging |                                      | 15e       |             |

### Medaillespiegel
| kampioenschap     | goud | zilver | brons |
| ----------------- | ---- | ------ | ----- |
| Olympische Spelen | 1    | 2      | 1     |
| WK Afstanden      | 1    | 2      | 0     |
| WK Sprint         | 0    | 1      | 2     |
| WK Junioren       | 0    | 1      | 1     |